# 宁长真
宁长真（6世纪？—627年），唐朝钦州乌武僚人（壮族）首领。
宁长真世代为南平渠帅，是宁猛力之子。开皇二十年（600年）宁猛力去世后，隋文帝让其子宁长真袭刺史。大业三年（607年），参与讨伐林邑，胜利后升任钦江开国县公、行军总管。大业八年（612年），又率部落数千从隋炀帝征辽东高句丽，隋炀帝召为鸿胪卿，授安抚大使，遣还。不久加右光禄大夫、宁越郡太守。隋末，以地附萧铣，参与攻打攻交阯丘和。唐高祖武德初年，以宁越郡、郁林郡之地降唐，武德五年（622年），唐高祖授宁长真为钦州总管。其族人合浦郡太守宁宣也遣使请降。宁宣去世，以其子宁纯为廉州刺史，族人宁道明为南越州刺史。武德六年（623年）宁长真改任钦州都督，向朝廷献大珠，昆州刺史沈逊、融州刺史欧阳世普、象州刺史秦元览献筒布，唐高祖以道远不受。宁道明与高州首领冯暄、谈殿据南越州反唐，攻姜州，宁纯率兵援助。武德八年（625年），宁长真攻克封山县，昌州刺史庞孝泰击败冯暄等人。次年，宁道明为州人所杀。贞观元年（627年），宁长真去世，子宁据袭刺史。冯暄、谈殿相互攻击，唐太宗派遣员外散骑常侍韦叔谐、员外散骑侍郎李公淹持节宣谕。冯暄等与溪洞首领降唐。